# Place centrale de Tampere
La Place centrale de Tampere (finnois : Keskustori) appelée autrefois place du marché (finnois : kauppatori) est une place carrée du quartier de Tammerkoski au centre-ville de Tampere en Finlande.

## Description
La place est située en bordure de la rue Hämeenkatu la rue principale et sur la rive orientale du rapide Tammerkoski.
De nombreux édifices importants de Tampere sont construits autour de la place parmi lesquels la Mairie de Tampere, l'ancienne église de Tampere et le Théâtre de Tampere.

## Bâtiments autour de la place

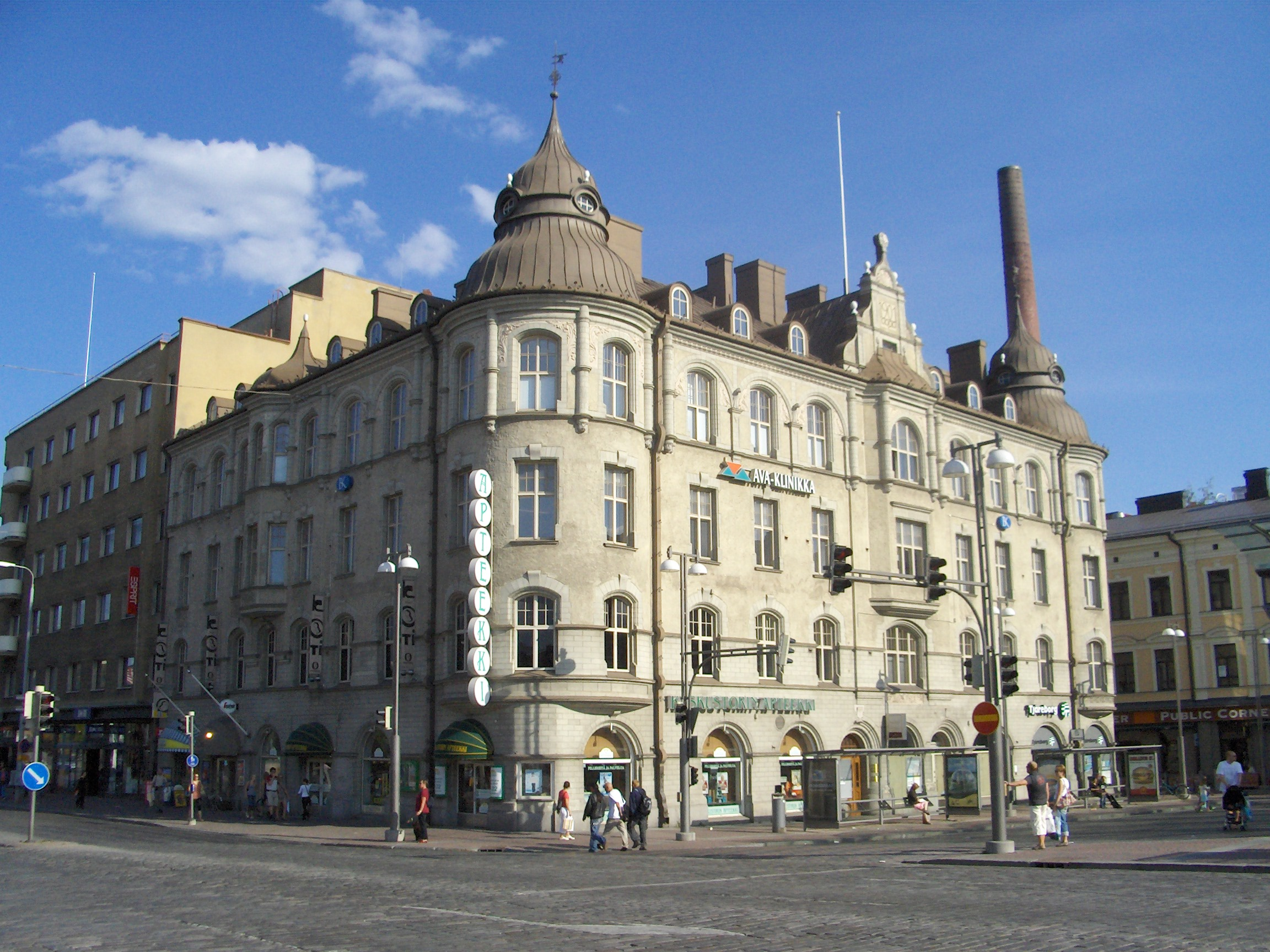
Maison Sumelius
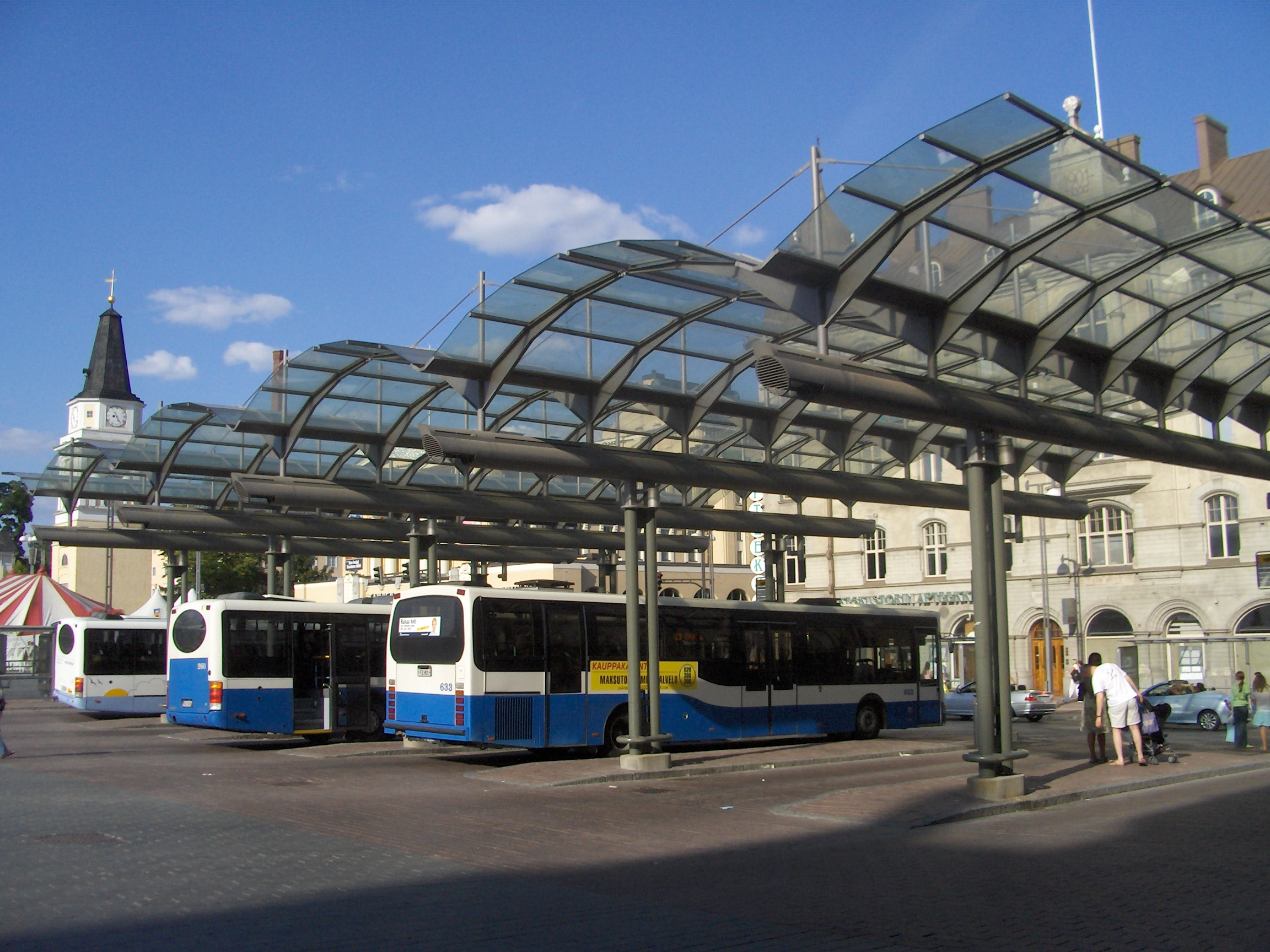
Gare routière
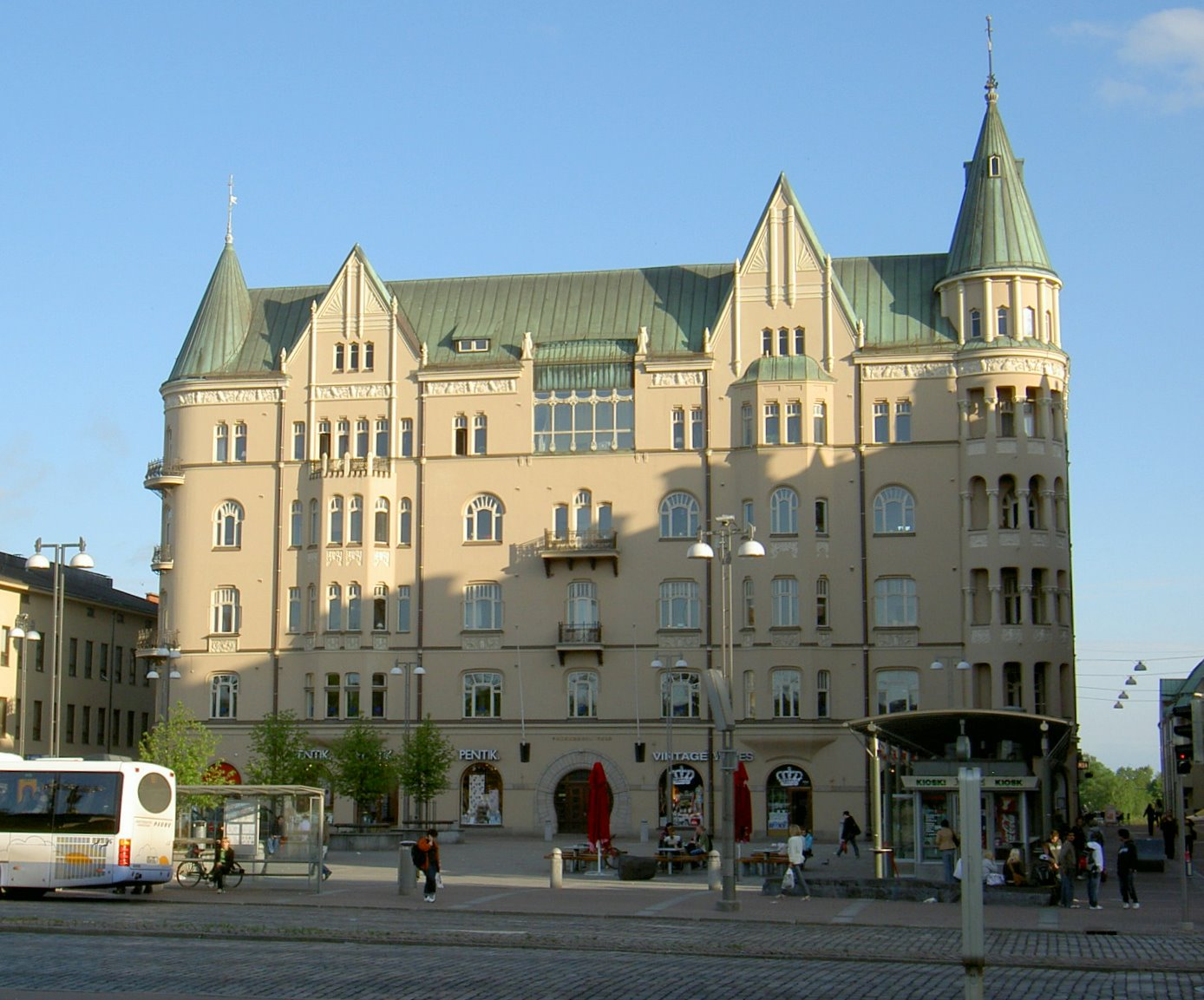
Maison Palander
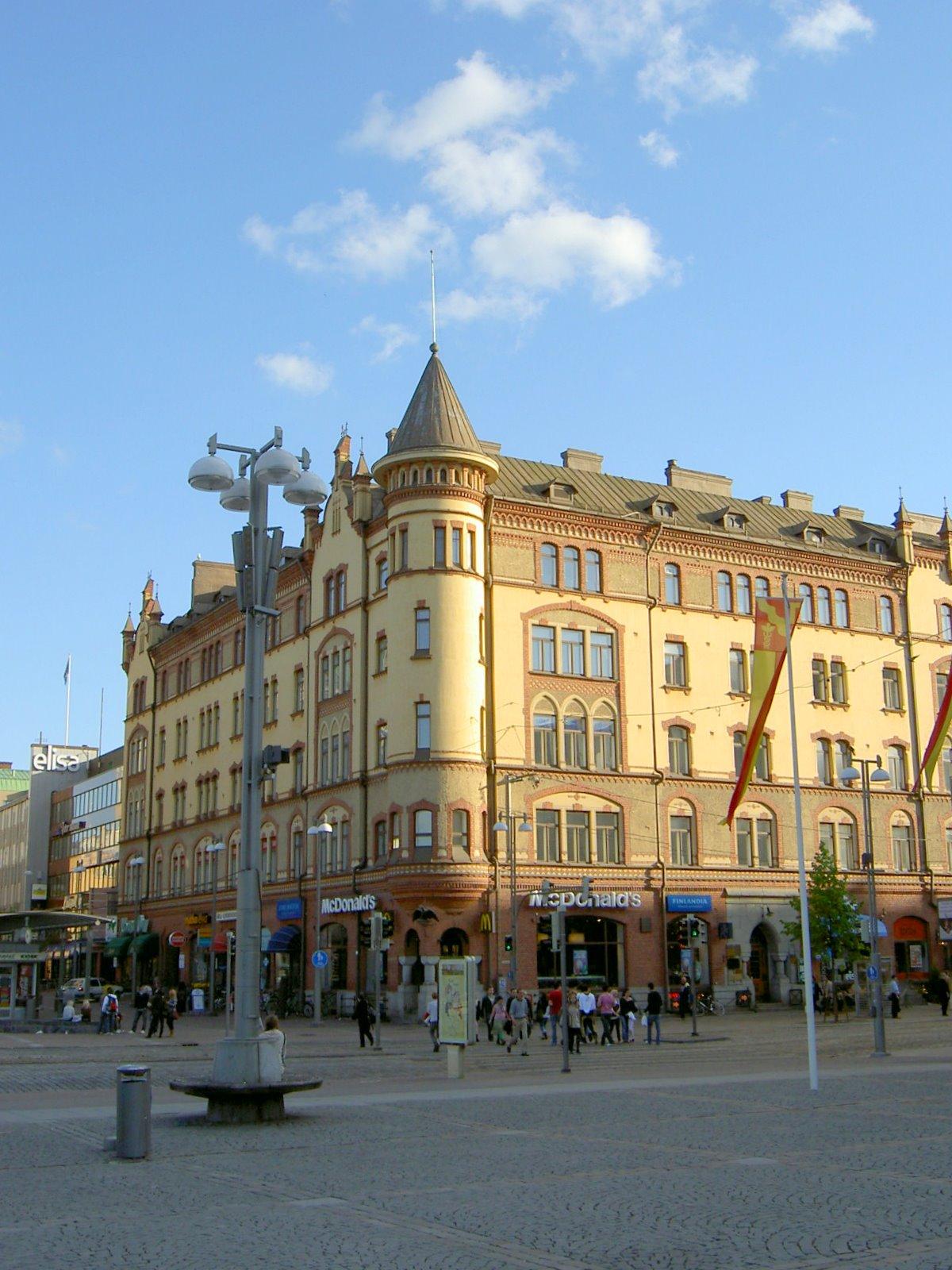
Maison du Commerce
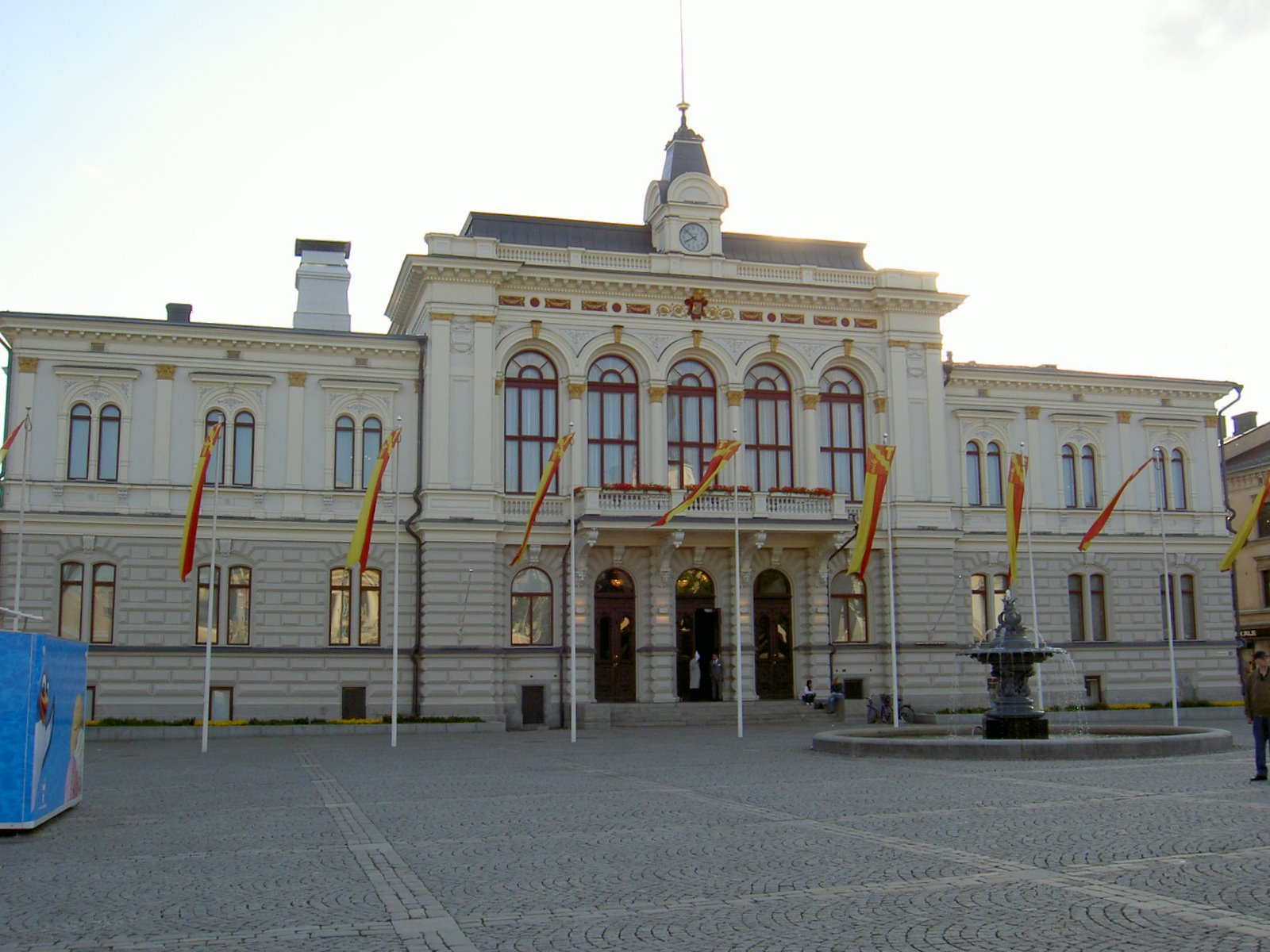
Mairie de Tampere
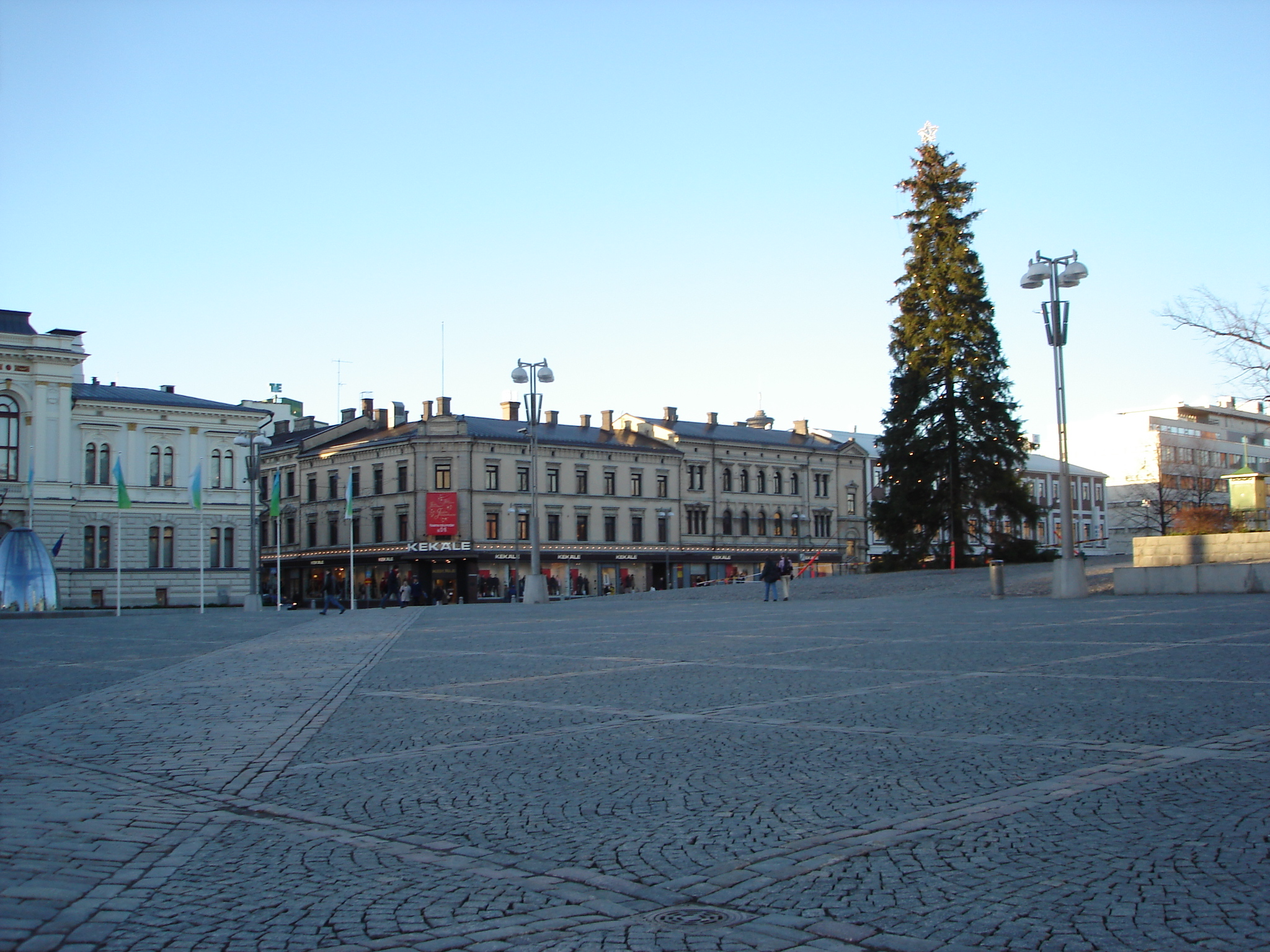
Maison Sandberg
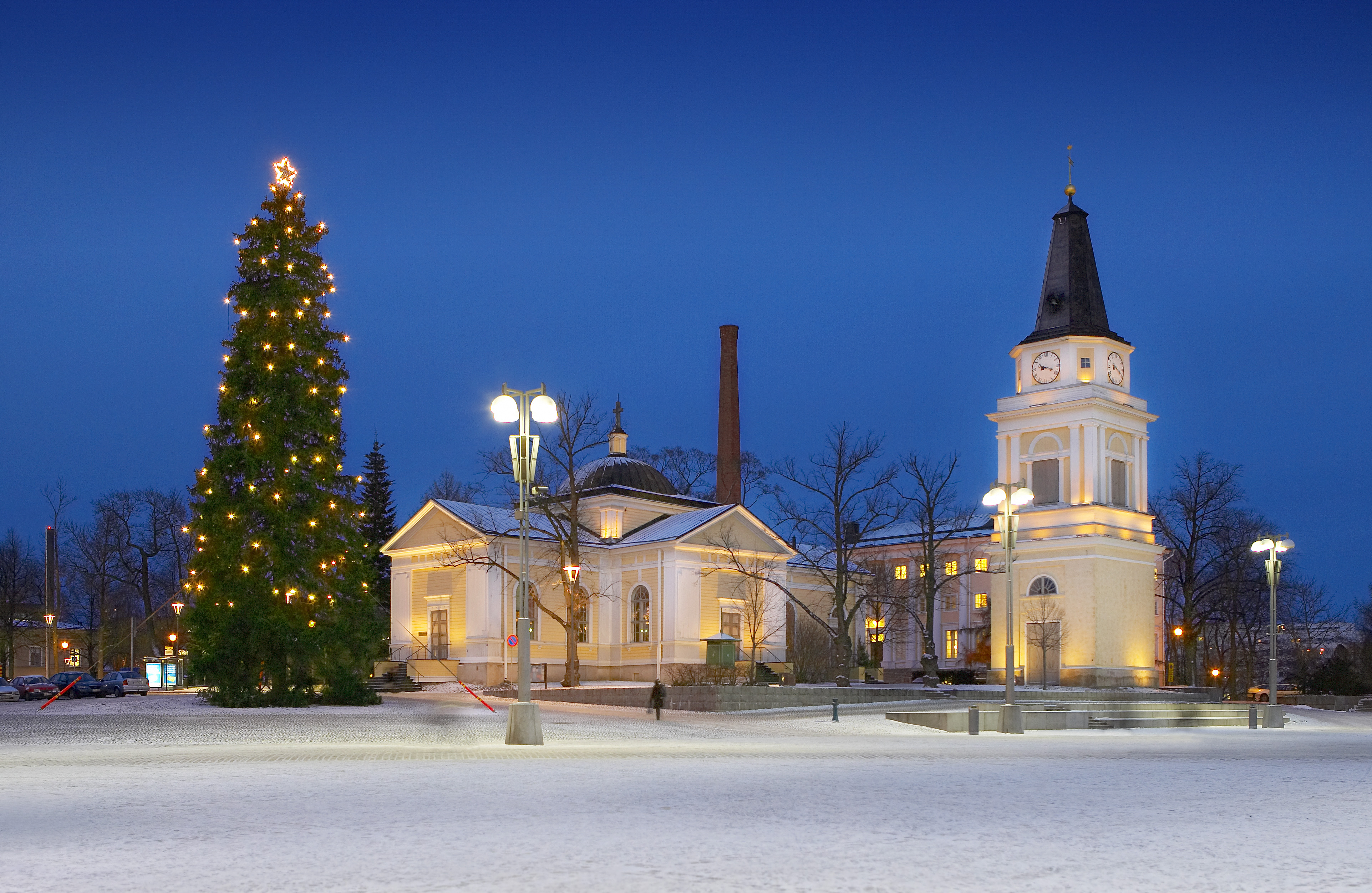
Ancienne église de Tampere
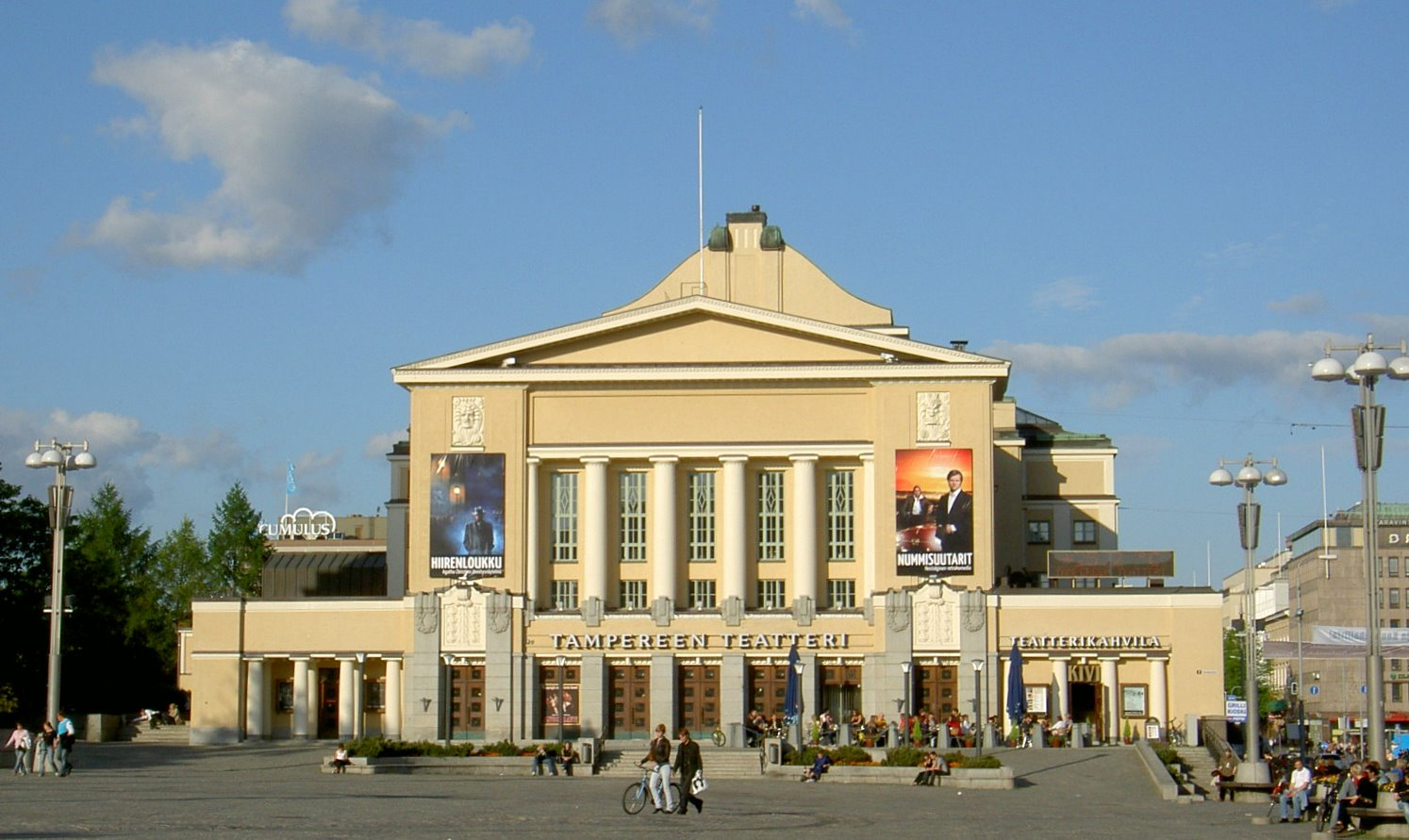
Théâtre de Tampere
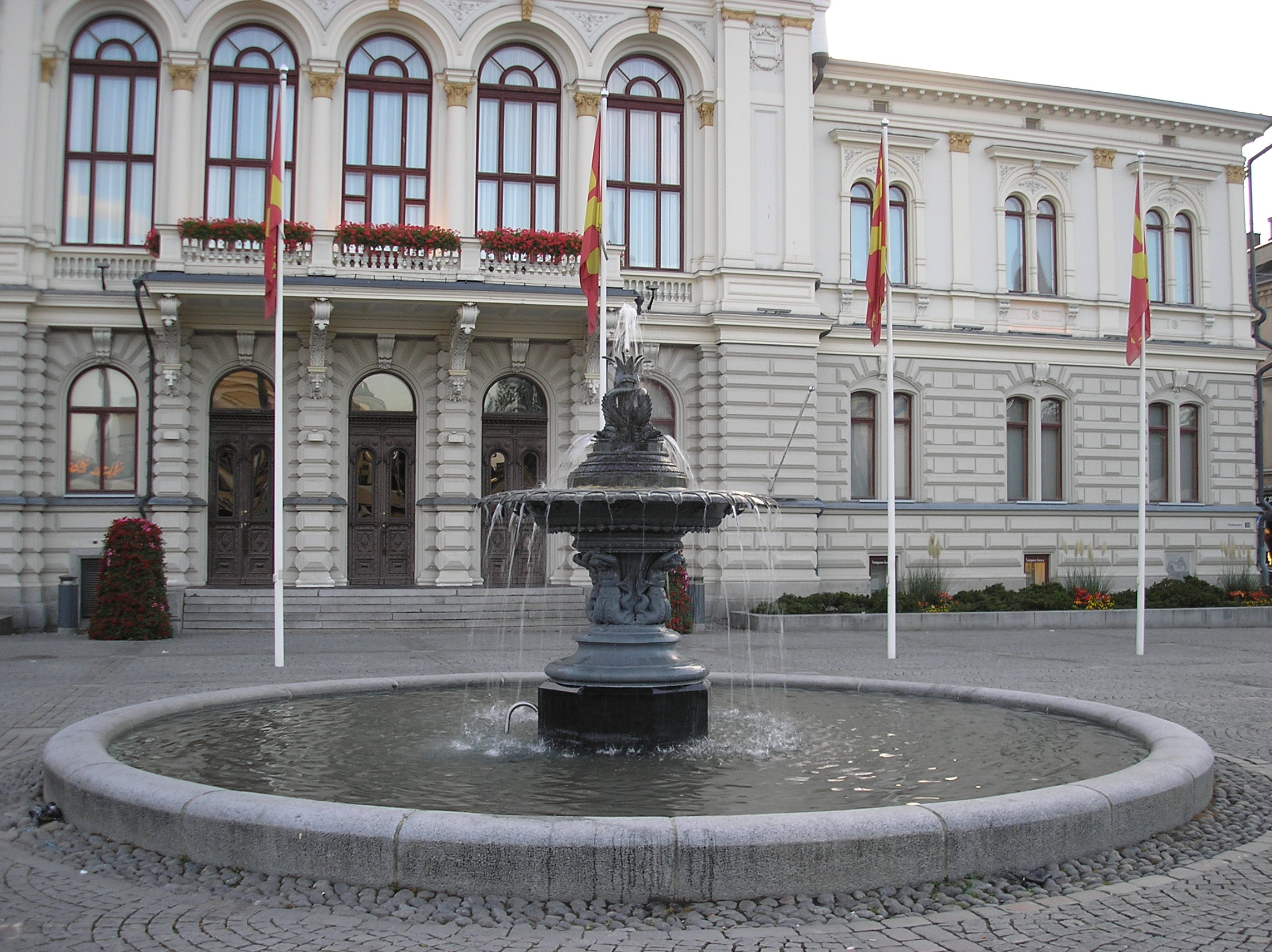
Fontaine de la place centrale.
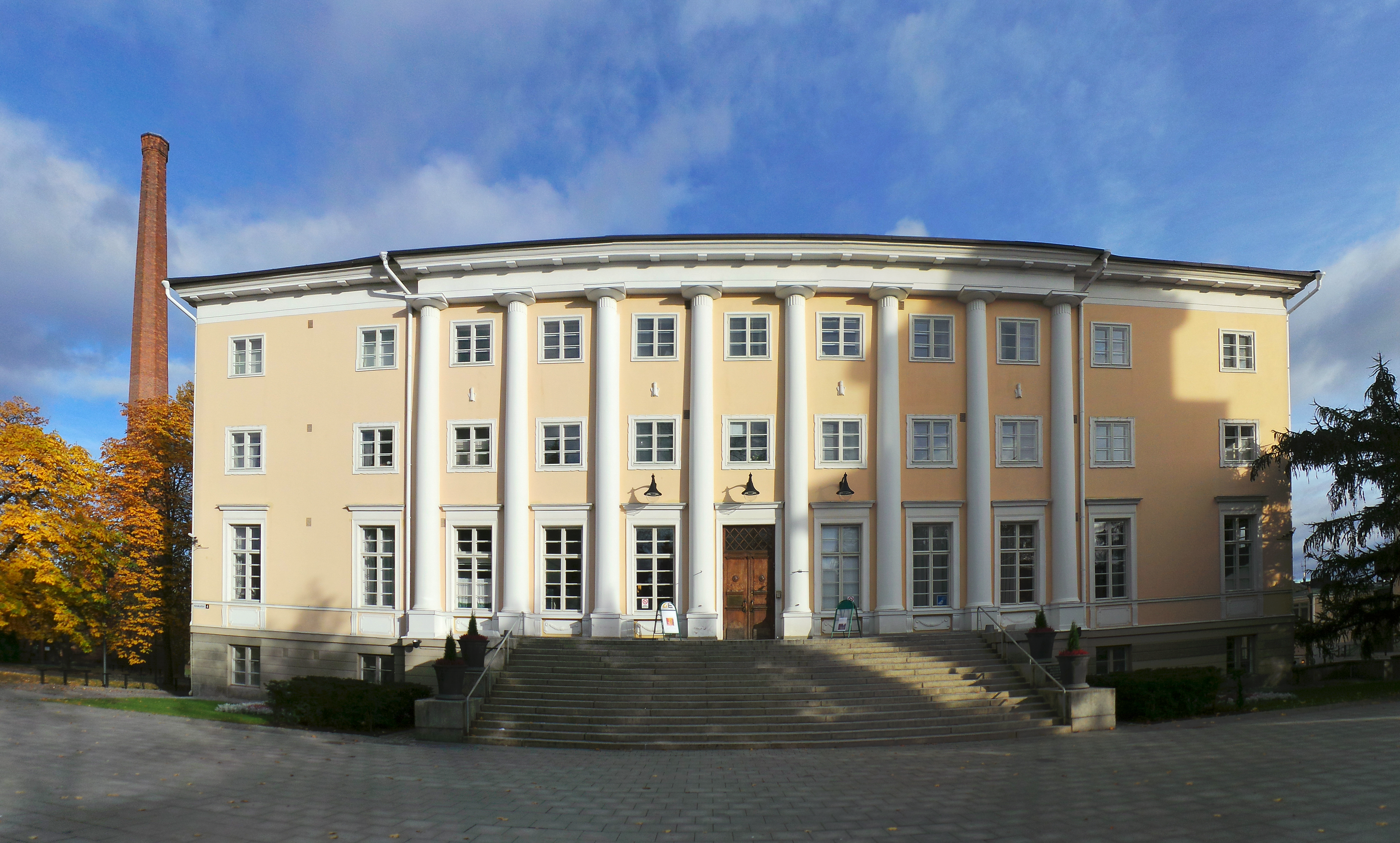
Ancienne bibliothèque de Tampere